# Maxime Renault
Pour les articles homonymes, voir Renault (homonymie).
Maxime Renault, né le 2 janvier 1990 à Vire, est un coureur cycliste français.

## Biographie

### Débuts cyclistes et carrière chez les amateurs
Né le 2 janvier 1990 à Vire (Calvados), Maxime Renault commence à pratiquer le cyclisme en 2003 à l'âge de 13 ans au sein du COCS Sourdeval. 
En 2009, il devient membre du VC Avranches pour une saison avant de rejoindre l'équipe cycliste Sojasun espoir-ACNC l'année suivante, encadrée alors par le directeur sportif Gilles Pauchard.
Entre 2010 et 2013, il intègre la sélection bretonne, l'équipe de France mais également trois années de suite l'équipe continentale professionnelle Sojasun en tant que stagiaire.

### 2014-2016: les années franciliennes et l'aventure chez les professionnels

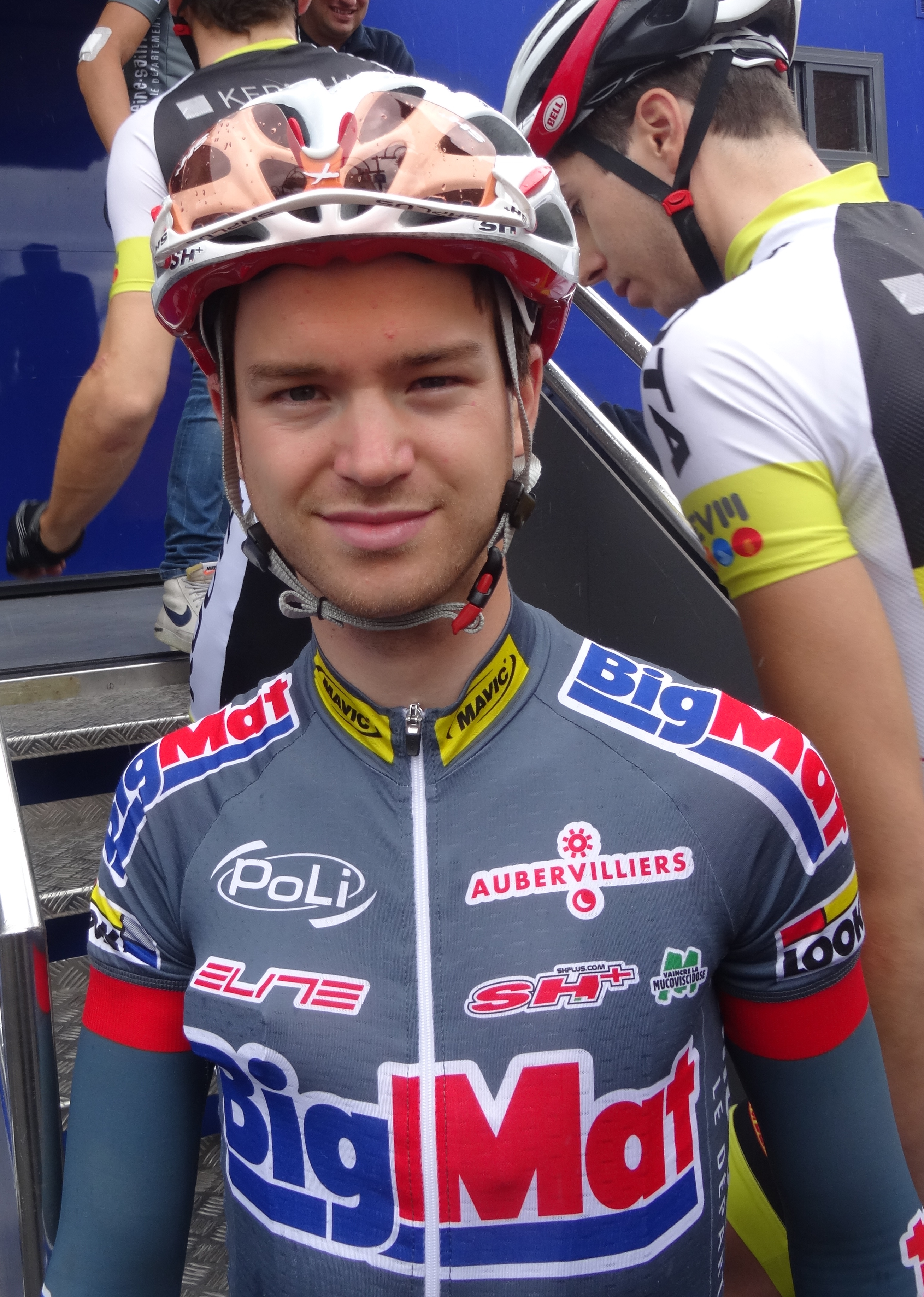
Maxime Renault lors de la Ronde pévéloise 2014.

#### Saison 2014
Il rejoint l'équipe continentale BigMat-Auber 93 en 2014 et fait à cette occasion ses débuts chez les professionnels. Pour sa première saison à ce niveau, son début de saison est tronqué par une blessure, ne disputant sa première course que le 2 mars lors de la Drôme Classic et enchaînant trois abandons lors de ses trois premières courses. Il se distingue en octobre lors du Tour de Vendée (13e) et de Paris-Bourges (20e). Alors qu'initialement, il ne devait pas être conservé, sa formation décide finalement de le prolonger d'un an mi-octobre. Il n'évoluera ainsi pas avec la formation amateur bretonne BIC 2000 lors de la saison 2015 avec laquelle il s'était accordé faute de contrat professionnel,.

#### Saison 2015
Sa deuxième saison au sein du peloton professionnel démarre sous de meilleurs auspices avec une 8e place lors du Grand Prix La Marseillaise. Au printemps, il enchaîne les places, 6e de la Classic Loire-Atlantique, de Paris-Camembert et du Tour du Finistère, 14e de la Route Adélie de Vitré et du Tro Bro Léon ou encore 13e de la Roue tourangelle. Il connait de nouveau la réussite sur les routes du Tour de Vendée (12e) et de Paris-Bourges (21e). En septembre, il remporte le Grand Prix de Fougères.

#### Saison 2016
Il est conservé par ses dirigeants pour la saison 2016 où il se distingue lors du week-end finistérien de la Coupe de France, 9e du Tour du Finistère et 11e du Tro Bro Leon. Ce qui ne suffit pas à Stéphane Javalet pour le conserver une année supplémentaire. Il fait alors son retour dans les rangs amateurs en rejoignant son ancienne équipe, Sojasun espoir-ACNC, il y retrouve notamment son coéquipier albertivillarien Julien Guay.

### Depuis 2017: le retour chez les amateurs
Il court sous les couleurs de la formation Sojasun espoir-ACNC en 2017 et 2018. Avec cette équipe, il gagne plusieurs courses dont la Route bretonne, le Grand Prix de Blangy-sur-Bresle et le Prix de la Saint-Laurent. En 2019, il rejoint la formation bretonne WB-Fybolia Locminé.

## Palmarès et résultats

### Palmarès par année
| - 2010 - 2e étape de la Mi-août en Bretagne - 2e étape du Circuit du Mené - 3e étape du Tour du Léon - 2011 - Circuit du Morbihan - Grand Prix Gilbert Bousquet - 2012 - Classement général du Tour Nivernais Morvan - Paris-Chalette-Vierzon - 2e du Prix des Grandes Ventes - 3e du championnat de France sur route espoirs - 3e de Paris-Tours espoirs - 2013 - Championnat d'Ille-et-Vilaine - 3e étape du Tour Nivernais Morvan - 5e étape du Tour de la Dordogne - Saint-Brieuc Agglo Tour : - Classement général - 1re étape - 4e étape du Tour de Seine-Maritime - Paris-Connerré - 2e de la Ronde du Canigou - 2e du Grand Prix U - 2e du championnat de Bretagne sur route - 2e du Grand Prix de Domjean - 3e du Grand Prix Cristal Energie - 3e de Paris-Chalette-Vierzon - 3e du Souvenir René-Lochet - 2015 - Grand Prix de Fougères - 2016 - La Gislard - 2017 - Route bretonne - Grand Prix de Cuillé - Circuit des Remparts - Prix de la Saint-Laurent - Grand Prix de Blangy-sur-Bresle - 2e du Circuit du Morbihan - 3e des Trois Jours de Cherbourg - 3e de Jard-Les Herbiers | - 2018 - 3e du Grand Prix de Névez - 2019 - Vienne Classic - Manche-Atlantique - Souvenir Louison-Bobet - Grand Prix U - 3e étape du Tour du Pays de Lesneven - Ronde du Porhoët - 2e de Redon-Redon - 3e de la Boucle de Loir-Lucé-Bercé - 3e du championnat de Bretagne sur route - 2020 - Grand Prix de Gouffern - 2021 - 2e du Circuit des Matignon - 2e du Grand Prix de la Sainte-Anne - 2022 - Circuit des Matignon - Tour de Belle-Île-en-Mer - 2e du Grand Prix Michel-Lair - 2e du Circuit des Remparts - 3e des Boucles dingéennes - 2023 - 3e du Souvenir Gérard-Gaunelle - 2024 - Souvenir Louison-Bobet - Grand Prix d'Yquelon - 2e de Bordeaux-Saintes - 3e du Circuit de la Claie - 3e du Grand Prix de la Saint-Anne |  |

### Classements mondiaux
| Année                                 | 2010 | 2011 | 2012 | 2013 | 2014 | 2015 | 2016  |
| ------------------------------------- | ---- | ---- | ---- | ---- | ---- | ---- | ----- |
| Classement mondial                    |      |      |      |      |      |      | 1175e |
| UCI Europe Tour                       | 920e | 733e | 620e | 931e | nc   | 253e | 795e  |
|                                       |      |      |      |      |      |      |       |
| Légende : nc = non classéSource : UCI |      |      |      |      |      |      |       |